# Rogavčina
Rogavčina (em cirílico: Рогавчина) é uma vila da Sérvia localizada no município de Aleksandrovac, pertencente ao distrito de Rasina, na região de Župa. A sua população era de 118 habitantes segundo o censo de 2011.

## Demografia
| 1948 | 1953 | 1961 | 1971 | 1981 | 1991 | 2002 | 2011 |
| ---- | ---- | ---- | ---- | ---- | ---- | ---- | ---- |
| 951  | 831  | 1091 | 829  | 687  | 410  | 214  | 118  |